# Твардовський Юрій Михайлович
Ю́рій Миха́йлович Твардо́вський (1992, с. Кам'янки, Тернопільська область — 7 червня 2023, Запорізький напрямок) — український військовослужбовець, старший солдат 44 ОАБр Збройних сил України, учасник російсько-української війни. Кавалер ордена «За мужність» III ступеня (2023, посмертно).

## Життєпис
Юрій Твардовський народився 1992 року в селі Кам'янках Підволочиської громади Тернопільського району Тернопільської области України.
Під час повномасштабного російського вторгнення служив у 44-й окремій артилерійській бригаді. Загинув 7 червня 2023 року на запорізькому напрямку.
Похований 11 червня 2023 року в родинному селі.

## Нагороди
- Орден «За мужність» III ступеня (24 серпня 2023, посмертно) — за особисту мужність, виявлену у захисті державного суверенітету та територіальної цілісності України, самовіддане виконання військового обов'язку[1].